# Rhopalostylis baueri
Rhopalostylis baueri is een soort uit de palmenfamilie (Arecaceae). De soort komt voor op het eiland Norfolk (Australië) en de Kermadeceilanden (Nieuw-Zeeland). Op het eiland Norfolk groeit de soort in een klein gebied in de buurt van het Norfolk Island National Park. De soort wordt er bedreigd door ratten die de vruchten en de jonge zaailingen opeten. Elders op het eiland is de soort zeldzaam. Op de Kermadeceilanden is de soort niet bedreigd. 